# عرف سهمي

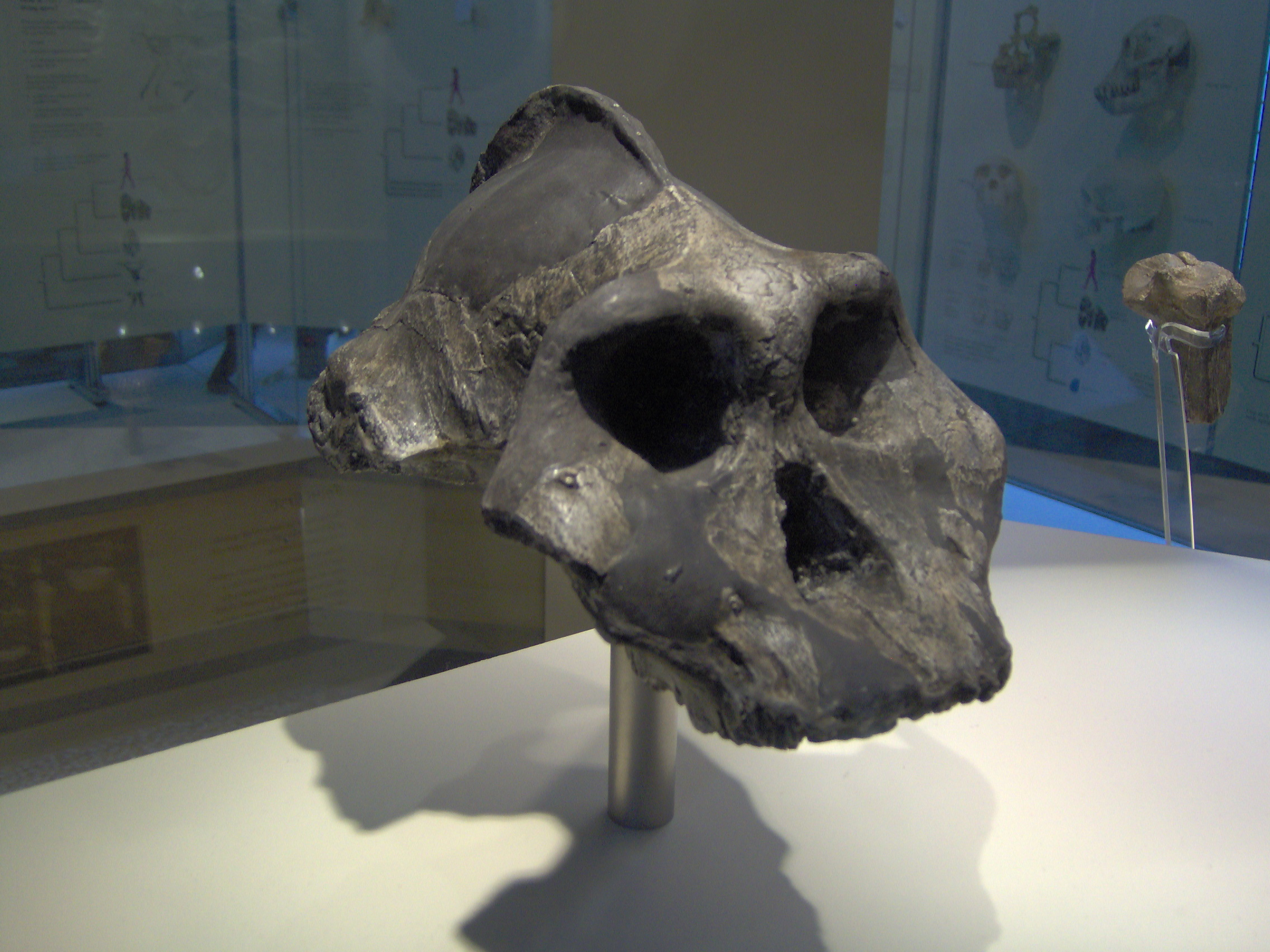
نتوء العرف السهمي يظهر جلياً في أعلى الجمجمة.

العرف السهمي (بالإنجليزية: Sagittal crest)‏ هي نتوءات من العظام تظهر في الجزء العلوي في وسط جمجمة بعض الزواحف والثدييات وغيرها. وجود هذه النتوءات تعطي دلالة على قوة عضلات الفك للحيوان، وتخدم هذه النتوءات العضلة الصدغية التي تعتبر إحدى عضلات المضغ.